# Amphoe Na Khu
Amphoe Na Khu (Thai: อำเภอ นาคู) ist ein Landkreis (Amphoe – Verwaltungs-Distrikt) der Provinz Kalasin. Die Provinz Kalasin liegt in der Nordostregion von Thailand, dem so genannten Isan.

## Geographie
Die Nachbarbezirke sind im Uhrzeigersinn von Süden startend: die Amphoe Khao Wong, Kuchinarai und Huai Phueng in der Provinz Kalasin, die Amphoe Phu Phan und Tao Ngoi der Provinz Sakon Nakhon sowie Amphoe Dong Luang der Provinz Mukdahan.

## Geschichte
Na Khu wurde am 1. April 1995 zunächst als  „Zweigkreis“ (King Amphoe) eingerichtet, indem er vom Amphoe Khao Wong abgetrennt wurde.
Am 15. Mai 2007 hatte die thailändische Regierung beschlossen, alle 81 King Amphoe in den einfachen Amphoe-Status zu erheben, um die Verwaltung zu vereinheitlichen.
Mit der Veröffentlichung in der Royal Gazette „Issue 124 chapter 46“ vom 24. August 2007 trat dieser Beschluss offiziell in Kraft.

## Verwaltung

### Provinzverwaltung
Der Landkreis Na Khu ist in fünf Tambon („Unterbezirke“ oder „Gemeinden“) eingeteilt, die sich weiter in 55 Muban („Dörfer“) unterteilen.
| Nr. | Name           | Thai     | Muban | Einw. |
| --- | -------------- | -------- | ----- | ----- |
| 1.  | Na Khu         | นาคู      | 14    | 9.697 |
| 2.  | Sai Na Wang    | สายนาวัง  | 08    | 4.125 |
| 3.  | Non Na Chan    | โนนนาจาน | 09    | 4.750 |
| 4.  | Bo Kaeo        | บ่อแก้ว    | 14    | 8.704 |
| 5.  | Phu Laen Chang | ภูแล่นช้าง  | 10    | 4.064 |

### Lokalverwaltung
Es gibt zwei Kommunen mit „Kleinstadt“-Status (Thesaban Tambon) im Landkreis:
- Phu Laen Chang (Thai: เทศบาลตำบลภูแล่นช้าง) besteht aus dem gesamten Tambon Phu Laen Chang.
- Na Khu (Thai: เทศบาลตำบลนาคู) besteht aus Teilen des Tambon Na Khu.

Außerdem gibt es vier „Tambon-Verwaltungsorganisationen“ (องค์การบริหารส่วนตำบล – Tambon Administrative Organizations, TAO):
- Na Khu (Thai: องค์การบริหารส่วนตำบลนาคู)
- Sai Na Wang (Thai: องค์การบริหารส่วนตำบลสายนาวัง)
- Non Na Chan (Thai: องค์การบริหารส่วนตำบลโนนนาจาน)
- Bo Kaeo (Thai: องค์การบริหารส่วนตำบลบ่อแก้ว)